# 홀로 서는 그날에
"홀로 서는 그날에"는 1990년에 개봉한 대한민국의 영화이며 하희라 (현은지 역)의 성인영화 데뷔작으로 화제가 됐지만 흥행에 실패했다.

## 캐스팅
- 하희라 : 현은지 역
- 김정훈 : 정세일 역
- 송승환 : 남궁훈 역
- 전세영 : 임채원 역
- 최윤석 : 이정빈 역
- 김경락 : 어린 이정빈 역
- 정재순 : 송 여사 역
- 김복희 : 원장 역
- 장춘원 : 윤 검사 역
- 이덕열 : 준기 역
- 최재욱 : 성호 역
- 문미봉 : 성호 역
- 최준 : 성호 역
- 유명순 : 성호 역
- 고아라 (특별출연)
- 김지연 (특별출연)